# Luk'a Lak'vekheliani
Luk'a Lak'vekheliani (in georgiano ლუკა ლაკვეხელიანი?; Tbilisi, 20 ottobre 1998) è un calciatore georgiano, difensore della Dinamo Batumi.

## Carriera
Cresciuto nel settore giovanile del Saburtalo Tbilisi, ha esordito in prima squadra il 25 ottobre 2015 disputando l'incontro di Erovnuli Liga perso 3-2 contro la Lok’omot’ivi Tbilisi.

## Statistiche

### Presenze e reti nei club
Statistiche aggiornate al 30 gennaio 2021.
| Stagione                 | Squadra                  | Campionato               | Campionato | Campionato | Coppe nazionali | Coppe nazionali | Coppe nazionali | Coppe continentali | Coppe continentali | Coppe continentali | Altre coppe | Altre coppe | Altre coppe | Totale | Totale |
| Stagione                 | Squadra                  | Comp                     | Pres       | Reti       | Comp            | Pres            | Reti            | Comp               | Pres               | Reti               | Comp        | Pres        | Reti        | Pres   | Reti   |
| ------------------------ | ------------------------ | ------------------------ | ---------- | ---------- | --------------- | --------------- | --------------- | ------------------ | ------------------ | ------------------ | ----------- | ----------- | ----------- | ------ | ------ |
| 2015-2016                | Saburtalo Tbilisi        | UL                       | 1          | 0          | CG              | 0               | 0               |                    | -                  | -                  |             | -           | -           | 1      | 0      |
| 2017                     | Saburtalo Tbilisi        | EL                       | 22         | 0          | CG              | 0               | 0               |                    | -                  | -                  |             | -           | -           | 22     | 0      |
| 2018                     | Saburtalo Tbilisi        | EL                       | 27         | 1          | CG              | 1               | 0               |                    | -                  | -                  |             | -           | -           | 28     | 1      |
| 2019                     | Saburtalo Tbilisi        | EL                       | 27         | 1          | CG              | 3               | 0               | UCL+UEL            | 3+2                | 0                  | SG          | 1           | 0           | 36     | 1      |
| 2020                     | Saburtalo Tbilisi        | EL                       | 4          | 0          | CG              | 0               | 0               |                    | -                  | -                  | SG          | 1           | 0           | 5      | 0      |
| Totale Saburtalo Tbilisi | Totale Saburtalo Tbilisi | Totale Saburtalo Tbilisi | 81         | 2          |                 | 4               | 0               |                    | 5                  | 0                  |             | 2           | 0           | 92     | 2      |
| 2020-2021                | Mezőkövesd-Zsóry         | NBI                      | 9          | 0          | CU              | 0               | 0               |                    | -                  | -                  |             | -           | -           | 9      | 0      |
| Totale carriera          | Totale carriera          | Totale carriera          | 90         | 2          |                 | 4               | 0               |                    | 5                  | 0                  |             | 2           | 0           | 101    | 2      |

## Palmarès

### Club

#### Competizioni nazionali
- Campionato georgiano: 1

Saburtalo Tbilisi: 2018
- Coppa di Georgia: 1

Saburtalo Tbilisi: 2019
- Supercoppa di Georgia: 1

Saburtalo Tbilisi: 2020